# Taís Araújo
Taís Bianca Gama de Araújo Ramos (Rio de Janeiro, 25 de novembro de 1978) é uma atriz e apresentadora brasileira. Conhecida por sua versatilidade em interpretar personagens cômicos e dramáticos, destacou-se como a terceira atriz negra a protagonizar uma telenovela brasileira em Xica da Silva (1996) – após Iolanda Braga em A Cor da Sua Pele (1965) e Ruth de Souza em A Cabana do Pai Tomás (1969) – sendo também a primeira a protagonizar uma trama contemporânea da Rede Globo em Da Cor do Pecado (2004), bem como no horário nobre da mesma emissora em Viver a Vida (2009).
Depois da novela de Manoel Carlos, protagonizou os folhetins Cheias de Charme (2012), Geração Brasil (2014), Amor de Mãe (2019), Cara e Coragem (2022) e Vale Tudo (2025) 

## Biografia
Taís Bianca Gama de Araújo nasceu no Rio de Janeiro, em 25 de novembro de 1978, de um parto normal prematuro, aos sete meses de gestação. Taís tem ascendência africana e europeia. Do lado paterno, o seu avô era de origem africana, ao passo que a sua avó era uma imigrante austríaca, que chegou ao Brasil pobre e analfabeta. Do lado materno, Taís tem ascendência africana por parte da avó e portuguesa por parte do avô.
Taís vem de uma família de classe média. É filha do economista Ademir de Araújo e da pedagoga Mercedes Gama de Araújo. A artista é a segunda filha do casal, tendo como única irmã a médica obstetra e ginecologista Cláudia Gama Araújo, que é sete anos mais velha. Até os oito anos de idade, Araújo viveu com a família no bairro do Méier, no subúrbio carioca. Depois, mudou-se com a família para a Barra da Tijuca, na Zona Oeste da cidade, onde passou a adolescência.
Em 2008, formou-se no curso de jornalismo, pela Universidade Estácio de Sá, mas nunca chegou a exercer a profissão, uma vez que optou por dar continuidade à carreira de atriz.
No dia 18 de junho de 2011, deu à luz ao seu primeiro filho, João Vicente de Araújo Ramos, fruto do seu casamento com o ator Lázaro Ramos. No dia 7 de agosto de 2014, anunciou estar grávida de uma menina, fazendo com que a trama de sua personagem em Geração Brasil, fosse alterada. Em 22 de janeiro de 2015, deu à luz sua filha Maria Antônia de Araújo Ramos. Seus dois filhos nasceram de cesariana, no Rio de Janeiro. Os partos foram feitos por sua irmã, Cláudia, que é obstetra e ginecologista.

### Vida pessoal e Família
Taís namorou o cantor e apresentador Netinho de Paula, na época integrante do grupo de pagode Negritude Júnior, de 1996 até 2002. No mesmo ano em que terminou o relacionamento com Netinho, Taís começou a namorar o lutador de jiu-jítsu Márcio Feitosa. Em 2003 ficaram noivos, mas em 2004 separaram-se. Meses depois começou a namorar o ator Lázaro Ramos, com quem foi morar junto em novembro de 2005, com menos de um ano de namoro. Em janeiro de 2007 oficializaram a união. Em março de 2008, os atores decidiram se separar amigavelmente, mas não se divorciaram. Em abril desse ano Taís iniciou um namoro com o empresário Allan Espinosa, filho do técnico de futebol Valdir Espinosa. Em setembro separou-se de Allan. Em outubro começou a circular na imprensa rumores de que ela e Lázaro estavam reatando a relação, que só foi confirmada seis meses depois, em abril de 2009, quando voltaram a morar juntos.
Em 18 de junho de 2011, nasceu seu primeiro filho, João Vicente de Araújo Ramos, vindo ao mundo de cesariana, na Maternidade Perinatal, no Rio de Janeiro. Ela estava grávida de gêmeos, mas sofreu aborto espontâneo aos dois meses, do outro feto que esperava, também um menino. Em entrevistas revelou que entrou em depressão, mas conseguiu se recuperar porque ainda estava grávida de seu filho e precisava reagir por ele. Em 2013 engravidou novamente, mas sofreu seu segundo aborto espontâneo aos três meses, grávida de uma menina. Novamente entrou num processo depressivo, e pensou em parar de tentar ter outro filho, até que em 23 de janeiro de 2015, exatamente às 8h45 na Maternidade Perinatal da Barra da Tijuca, na Zona Oeste do Rio de Janeiro, nasceu sua filha, Maria Antônia de Araújo Ramos. O parto foi cesariana, e realizado por Cláudia Gama Araújo - irmã de Taís e ginecologista obstetra - foi uma das médicas a fazer a cirurgia.
Taís é prima do ator e cantor Marcello Melo Jr..

### Racismo
Na noite de 31 de outubro de 2015, a página no Facebook da atriz foi alvo de comentários racistas, e ela declarou em uma postagem: "não vou me intimidar, tampouco baixar a cabeça". A hashtag #SomosTodosTaísAraújo virou trending topic na manhã de 1 de novembro do mesmo ano. O mesmo caso ocorreu com a jornalista Maria Júlia Coutinho e com as também atrizes Sheron Menezzes e Cris Vianna, vítimas de racismo pela internet. A Delegacia de Repressão aos Crimes de Informática determinou um inquérito para a apuração do crime. No ano seguinte, em 2016, pela luta contra o racismo, recebeu a homenagem no Prêmio Trip Transformadores, da Revista Trip.

## Carreira
Em 1995 estreou na televisão na telenovela Tocaia Grande, interpretando Bernarda, filha adotiva do personagem central que se envolvia com ele após a morte da esposa deste. Alguns meses depois, conquistou sua primeira protagonista, quando Walter Avancini, diretor da telenovela Xica da Silva (1996), escolheu Taís para ser a personagem título da trama, uma escrava que se torna rainha do Arraial do Tijuco ao se unir ao poderoso contratador local. Pela novela Taís foi a terceira atriz negra a protagonizar uma telenovela brasileira em Xica da Silva (1996) – após Iolanda Braga em A Cor da Sua Pele (1965) e Ruth de Souza em A Cabana do Pai Tomás (1969). A novela foi exportada para vários países, e em 2000, a atriz foi eleita um dos 50 rostos mais bonitos do mundo pela revista People em espanhol impulsionada pela visibilidade internacional que alcançou com a trama.

Em 1997, Taís foi para a Rede Globo para atuar em Anjo Mau, novela das seis, interpretando a personagem Vivian, uma ex menina de rua, que rivaliza com a antagonista e ganhou importância na trama ao conquistar espaço no núcleo da família principal. Nesse mesmo ano conheceu a diretora Denise Saraceni, com quem voltaria a trabalhar outras vezes em sua carreira. 

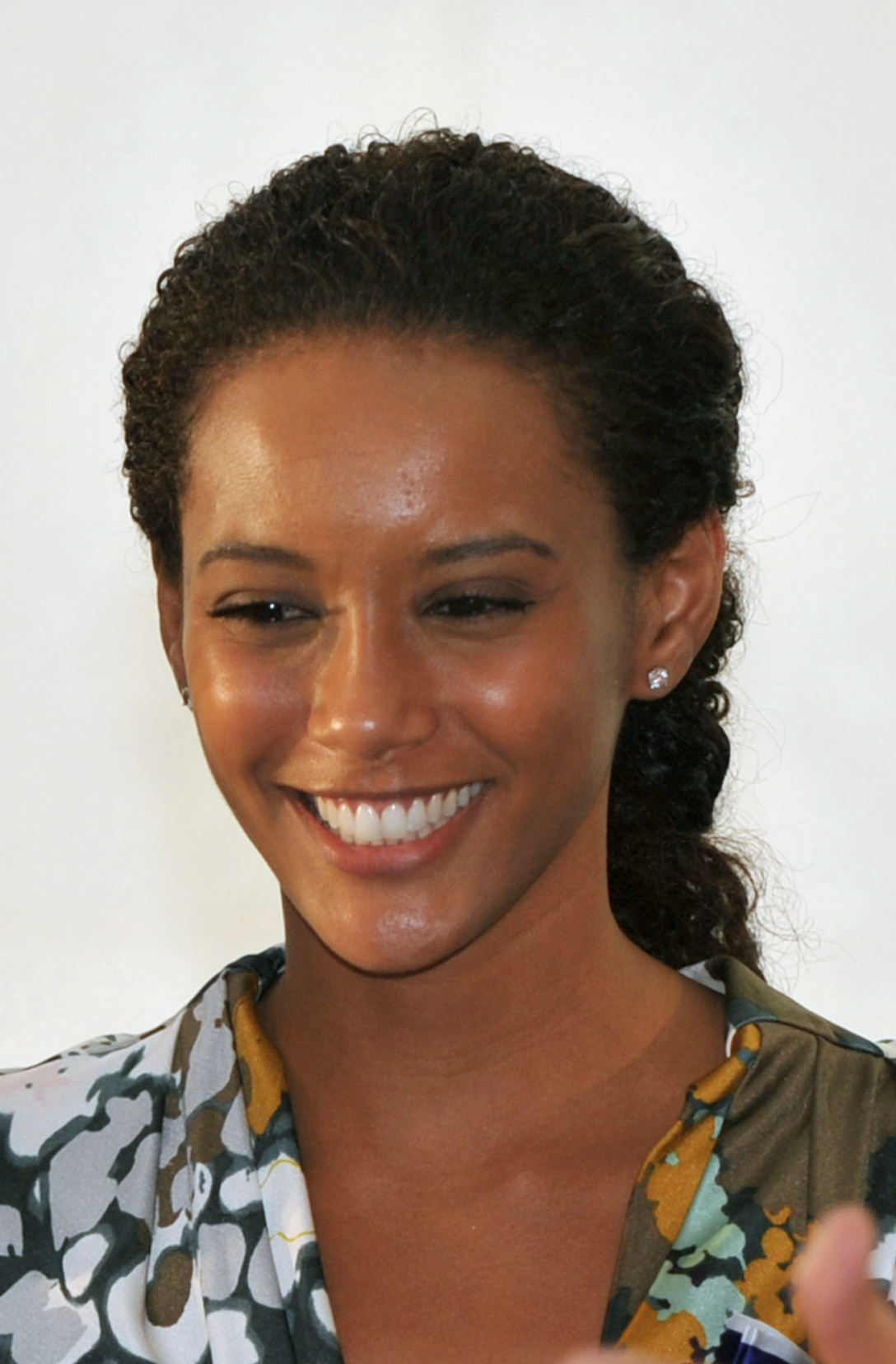
Taís Araújo em 2010

Em 1998, interpretou também a personagem Edivânia em Meu Bem Querer, no horário das sete.
Em 2000, fez uma participação em Uga Uga, como Emilinha, e também interpretou 
ela mesma em uma participação na exitosa versão original de Betty, a Feia, sendo nomeada na trama colombiana como a estrela internacional da novela Xica da Silva.
Em 2001, estreou no horário nobre da Rede Globo, na novela das oito Porto dos Milagres, de Aguinaldo Silva. Interpretou Selminha Aluada, personagem literária que na trama atuou como uma prostituta que vivia um romance com o filho da vilã Augusta Eugênia, tinha entre seus principais clientes o vilão Eriberto, era irmã do melhor amigo do protagonista Guma e se descobria filha da mãe de criação do mocinho.
Em 2004, no papel de Preta, interpretou a primeira protagonista preta de uma telenovela da Rede Globo em anos, com Da Cor do Pecado, novela das sete de João Emanuel Carneiro que tratava sobre o romance interracial da jovem feirante pobre com o bilionário Paco Lambertini (Reynaldo Gianecchini). Assim  como Xica da Silva, a trama também foi um grande sucesso mundo afora - a campeã de vendas entre as novelas brasileiras no mercado internacional até o ano de 2013, se mantendo entre as cinco mais vendidas em 2021, além de ser a maior audiência do horário no século XXI. No mesmo ano,  recebeu o Kikito de melhor atriz coadjuvante no Festival de Gramado por seu trabalho em As Filhas do Vento.
Em 2006, interpretou a vilã cômica Ellen em Cobras & Lagartos, da mesma emissora e autor, compondo o sexteto principal da trama, como par romântico de seu então namorado Lázaro Ramos, o icônico anti-herói Foguinho que, com a cumplicidade e ameaças dela, apropria-se da fortuna do mocinho da trama. Interpretou também Elza Soares no cinema, no filme Garrincha - Estrela Solitária. No mesmo ano, foi a primeira apresentadora negra do programa Superbonita do canal GNT, onde permaneceria por três anos, até 2009, retornando anos depois.
Em 2008, voltou a trabalhar com João Emanuel Carneiro, agora no horário nobre, em A Favorita; viveu Alícia, filha de um deputado corrupto interpretado por Milton Gonçalves, que pela segunda vez, consecutivamente, foi seu pai numa novela, sendo a primeira em Cobras & Lagartos, e disputou com as mocinhas da trama Donatela e Lara o interesse amoroso de Zé Bob e Cassiano. Após o fim das gravações de A Favorita, em janeiro de 2009, a também jornalista graduada escreveu seu primeiro artigo no Jornal Folha de S. Paulo em que relatava a posse do presidente Barack Obama. Separada do marido Lázaro Ramos, mudou-se para Paris, onde pretendia estudar francês, mas a escalação para viver a icônica Helena em novela de Manoel Carlos  mudou seus planos e antecipou sua volta.
Em 2009, com a novela das oito, Viver a Vida, tornou-se a primeira atriz mestiça da história da televisão brasileira a ser a protagonista em uma novela do horário nobre, e a primeira Helena negra do autor Manoel Carlos. A novela e sua Helena não fez o sucesso esperado  - e a personagem sofreu rejeição de telespectadores consultados e críticas de parte da mídia. Na época, Taís ficou muito abalada, e chegou a pensar que seria o fim de sua carreira, passando por um período de dois anos de depressão.

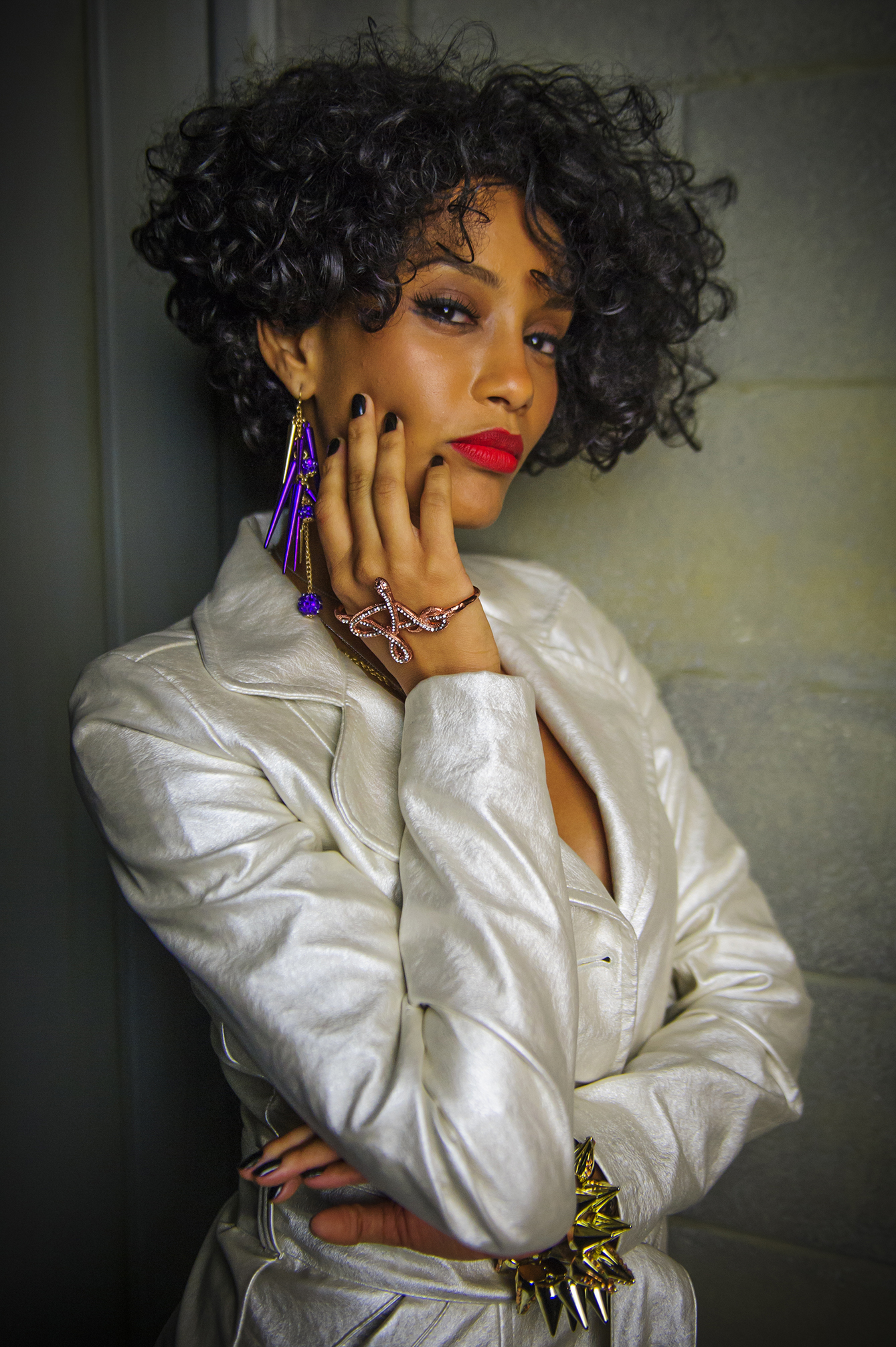
Taís Araújo em 2013.

Em 2012, Araújo viveu a quarta protagonista de sua carreira, a "empreguete" que vira cantora, Maria da Penha, na novela das sete, Cheias de Charme, da Rede Globo, escrita por Filipe Miguez e Izabel de Oliveira. Além do cinema e televisão, atuou também no teatro.
Em 2013, viveu a secretária Sheila na série O Dentista Mascarado, personagem de caráter duvidoso, dona de muitas facetas, conhecida na praça por seus diversos nomes.
Em 2014, viveu a jornalista Verônica de Geração Brasil, novela do horário das sete, em que se tornou o par romântico do protagonista de Jonas Marra (Murilo Benício), repetindo novamente a parceria com os autores, Filipe Miguez e Izabel de Oliveira. Taís foi também escalada para coestrelar Mister Brau, série que substituiu Tapas & Beijos protagonizada por seu companheiro Lázaro Ramos, como a personagem Michele Brau.
Em 2015, também ao lado de Lázaro Ramos, estreou a peça teatral O Topo da Montanha que lhe rendeu uma indicação para o concorrido prêmio Shell de Melhor Atriz e levou mais de 100 mil pessoas ao teatro.
Em 2016, estreou seu sétimo filme, O Roubo da Taça, no papel de Dolores, onde se inspirou em Adele Fátima para compor a personagem.
Em 2017, passou a integrar o elenco da mesa redonda Saia Justa, no GNT, ao lado de Astrid Fontenelle, Mônica Martelli e Pitty.
Em 2018, assumiu o comando do reality musical Popstar na Rede Globo substituindo Fernanda Lima a segunda temporada da atração estreia em setembro.
Em 2019, protagonizou (junto com Regina Casé e Adriana Esteves), a novela Amor de Mãe, novamente no horário nobre da Rede Globo, como a personagem Vitória, advogada inicialmente inescrupulosa que divide com as suas parceiras de cena o drama da busca por um filho perdido e o desejo de ser mãe. Em 2021, concluiu a segunda temporada de Amor de Mãe, cujas gravações foram interrompidas devido a pandemia de Covid 19 em 2020, se destacou entre os jurados de The Masked Singer Brasil e continuou apresentando o Super Bonita. Em 2025, protagonizou o remake de Vale Tudo, vivendo a Raquel Gomes Accioli, uma mulher que tem visões completamente diferentes de sua filha para vencer na vida.

## Homenagens
Em 2015, Taís e o marido Lázaro Ramos foram citados como destaque na televisão brasileira, em matéria do jornal inglês The Guardian sobre o seriado Mister Brau.
Em 2016, uma pesquisa de opinião (Pesquisa Qualibest) também apontou Taís Araújo como a mulher mais admirada por jovens na faixa etária entre 13 e 20 anos, a quinta artista mais influente da televisão e internet no país, segundo o jornal Meio & Mensagem em parceria com o Instituto Datafolha em 2016, e a quarta mais influente em 2017. Também foi eleita uma das mulheres mais guerreiras e estilosas pela revista americana Vogue América.
Em 2017, foi eleita uma das 100 personalidades afrodescendentes mais influentes do mundo com menos de 40 anos pelo MIPAD, e por esta razão participou de um debate na Universidade de Columbia, em Nova York, onde recebeu o prêmio. O casal Taís e Lázaro foi apontado como o mais poderoso do showbizz nacional, em matéria de capa da revista Veja publicada em março de 2017. No dia 3 de julho de 2017, foi nomeada Defensora dos Direitos das Mulheres Negras pela ONU Mulheres Brasil, entidade das Nações Unidas para a igualdade de gênero e empoderamento das mulheres. Ela foi convidada para participar de uma palestra da Tedx, em São Paulo, contando para uma audiência de cerca de nove mil pessoas, suas experiências no ativismo social na luta pela igualdade de direitos na sociedade. No mesmo ano, recebeu uma homenagem no Prêmio Claudia promovido pela Revista Claudia, da Editora Abril, em São Paulo, na categoria hors concours, honraria concedida às pessoas que atuam pela igualdade de direitos na sociedade.
Em 2021, ela e o marido Lázaro Ramos, novamente foram eleitos entre as 100 Pessoas Mais Influentes de Descendência Africana (Mipad) na premiação promovida pela ONU.

## Filmografia

### Televisão
| Ano              | Título                         | Personagem                                     | Notas                                |
| ---------------- | ------------------------------ | ---------------------------------------------- | ------------------------------------ |
| 1995–1996        | Tocaia Grande                  | Bernarda Saruê                                 |                                      |
| 1996–1997        | Xica da Silva                  | Francisca da Silva de Oliveira (Xica da Silva) |                                      |
| 1996–1997        | Xica da Silva                  | Joana da Silva                                 | Episódio: "11 de agosto"             |
| 1997–1998        | Anjo Mau                       | Vívian dos Santos Ribeiro                      |                                      |
| 1998–1999        | Meu Bem Querer                 | Edivânia                                       |                                      |
| 1999             | Você Decide                    | Kika                                           | Episódio: "O Dragão e a Borboleta"   |
| 1999             | Mulher                         | Dalila                                         | Episódio: "Jogos Proibidos"          |
| 2000             | Uga Uga                        | Emilinha                                       | Episódio: "13 de julho"              |
| 2000             | Betty, a Feia                  | Ela mesma                                      | Episódios: "13–15 de novembro"       |
| 2001             | Porto dos Milagres             | Selma Maria das Dores (Selminha Aluada)        |                                      |
| 2002             | O Quinto dos Infernos          | Dandara                                        |                                      |
| 2002             | Brava Gente                    | Beatriz                                        | Episódio: "Um Capricho"              |
| 2002             | A Grande Família               | Maria da Graça                                 | Episódio: "Vai Pra Casa, Beiçola"    |
| 2004             | Da Cor do Pecado               | Preta de Souza Lambertini                      |                                      |
| 2005             | América                        | Nossa Senhora Aparecida                        | Episódio: "20 de outubro"            |
| 2006–09; 2020–22 | Superbonita                    | Apresentadora                                  | Temporadas 7–10; 21–23               |
| 2006             | Cobras & Lagartos              | Ellen dos Santos                               |                                      |
| 2008–2009        | A Favorita                     | Alícia Rosa / Aleph                            |                                      |
| 2009–2010        | Viver a Vida                   | Helena Toledo                                  |                                      |
| 2011             | Passione                       | Ela mesma                                      | Episódio: "14 de janeiro"            |
| 2012             | Cheias de Charme               | Maria da Penha Fragoso (Penha)                 |                                      |
| 2013             | O Dentista Mascarado           | Sheila Vidal (Shaly) / Paladina Justiceira     |                                      |
| 2014             | Geração Brasil                 | Verônica Monteiro                              |                                      |
| 2015–2018        | Mister Brau                    | Michele Maria Brau                             | Temporadas 1–4                       |
| 2016             | Tá no Ar: a TV na TV           | Helena Toledo                                  | Episódio: "5 de abril"               |
| 2016             | Globo de Ouro Palco VIVA Samba | Apresentadora                                  |                                      |
| 2017             | Rock Story                     | Michele Maria Brau                             | Episódio: "1 de março"               |
| 2017             | Detetives do Prédio Azul       | Miss Holly / Bruxilda Nilda                    | Episódio: "O Anel da Berenice"       |
| 2017             | Saia Justa                     | Apresentadora                                  |                                      |
| 2018–2019        | Popstar                        | Apresentadora                                  | Temporadas 2–3                       |
| 2019–2021        | Aruanas                        | Verônica Muniz                                 | Temporadas 1–2                       |
| 2019–2021        | Amor de Mãe                    | Vitória Amorim                                 |                                      |
| 2020             | Amor e Sorte                   | Tabata Saboia                                  | Episódio: "Linha de Raciocínio"      |
| 2020             | Falas Negras                   | Marielle Franco                                | Especial do Dia da Consciência Negra |
| 2021–2024        | The Masked Singer Brasil       | Jurada                                         | Temporadas 1–4                       |
| 2022–2023        | Cara e Coragem                 | Clarice Gusmão                                 |                                      |
| 2022–2023        | Cara e Coragem                 | Anita Lopes                                    |                                      |
| 2023             | Vem que Tem                    | Apresentadora                                  |                                      |
| 2024             | Falas Femininas                | Apresentadora                                  | Episódio: "Louca"                    |
| 2025             | Vale Tudo                      | Raquel Gomes Acioli                            |                                      |
| 2025             | Reencarne                      |                                                |                                      |

### Cinema
| Ano  | Filme                               | Personagem                            | Notas    |
| ---- | ----------------------------------- | ------------------------------------- | -------- |
| 1998 | Caminho dos Sonhos                  | Ana Cavalcante                        |          |
| 2003 | Garrincha - Estrela Solitária       | Elza Soares                           |          |
| 2005 | As Filhas do Vento                  | Cida                                  |          |
| 2006 | O Maior Amor do Mundo               | Luciana                               |          |
| 2006 | Atabaque Nzinga                     | Ana / Nzinga                          |          |
| 2008 | A Guerra dos Rocha                  | Carol                                 |          |
| 2016 | O Roubo da Taça                     | Dolores                               |          |
| 2019 | Um Espião Animal                    | Marcy Kappel (voz)                    | Dublagem |
| 2021 | Pixinguinha, Um Homem Carinhoso     | Albertina Nunes Pereira / Beti Vianna |          |
| 2022 | Medida Provisória                   | Capitu                                |          |
| 2023 | Ritmo de Natal                      | Inês                                  |          |
| 2023 | Minha Irmã e Eu                     | Ela mesma                             |          |
| 2024 | O Auto da Compadecida 2             | Nossa Senhora da Conceição Aparecida  |          |
| 2024 | Sinfonia de Natal                   | Fernanda Soares                       |          |
| 2025 | Chico Bento e a Goiabeira Maraviósa | Dona Goiabeira                        |          |
| 2025 | Doutor Monstro                      | Cláudia Ferreira                      |          |

### Vídeos musicais
| Ano  | Música              | Artista | Ref.   |
| ---- | ------------------- | ------- | ------ |
| 2017 | "Esse Brilho é Meu" | Iza     | [ 93 ] |

## Teatro
| Ano     | Título                           | Personagem |
| ------- | -------------------------------- | ---------- |
| 1997    | Orfeu da Conceição               | —          |
| 2003    | Personalíssima Isaurinha Garcia  | —          |
| 2004    | Disse Me Disse                   | —          |
| 2005    | Liberdade para as Borboletas     | —          |
| 2007    | Solidores                        | —          |
| 2007    | O Método Gronholm                | —          |
| 2010    | Gimba, o Presidente dos Valentes | —          |
| 2011    | Amores, Perdas e Meus Vestidos   | —          |
| 2014    | Caixa de Areia                   | Ana        |
| 2015–20 | O Topo da Montanha               | Camae      |

## Trilha sonora
Em novembro de 2012, foi lançado o DVD "Os Grandes Sucessos Musicais da Novela Cheias De Charme", contendo canções gravadas pelas protagonistas, além de participações do elenco da novela e cantores convidados. Além de participar do DVD, Taís gravou para o Roberto Carlos Especial de 2012, onde cantou junto a outras atrizes e ao próprio Roberto.
| Ano  | Canção | Álbum                                                        | Novela/Série/Programa/Especial |
| ---- | --- | ------------------------------------------------------------ | ------------------------------ |
| 2012 | "Vida de Empreguete" (com Leandra Leal e Isabelle Drummond)                                                                  | DVD: Os Grandes Sucessos Musicais da Novela Cheias de Charme | Cheias de Charme               |
| 2012 | "Marias Brasileiras" (com Leandra Leal e Isabelle Drummond)                                                                  | DVD: Os Grandes Sucessos Musicais da Novela Cheias de Charme | Cheias de Charme               |
| 2012 | "Forró das Curicas" (com Leandra Leal e Isabelle Drummond)                                                                   | DVD: Os Grandes Sucessos Musicais da Novela Cheias de Charme | Cheias de Charme               |
| 2012 | "Nosso Brilho" (com Leandra Leal e Isabelle Drummond)                                                                        | DVD: Os Grandes Sucessos Musicais da Novela Cheias de Charme | Cheias de Charme               |
| 2012 | "Chá Lá Lá" (com Leandra Leal e Isabelle Drummond)                                                                           | DVD: Os Grandes Sucessos Musicais da Novela Cheias de Charme | Cheias de Charme               |
| 2012 | "Lê Lê Lê " (com Leandra Leal e Isabelle Drummond, part. João Neto & Frederico)                                              | DVD: Os Grandes Sucessos Musicais da Novela Cheias de Charme | Cheias de Charme               |
| 2012 | "Ex Mai Love" (com Leandra Leal, Isabelle Drummond, Cláudia Abreu e Ricardo Tozzi)                                           | DVD: Os Grandes Sucessos Musicais da Novela Cheias de Charme | Cheias de Charme               |
| 2012 | "É Meu, É Meu, É Meu (The Mine Song)" (com Cláudia Abreu, Leandra Leal, Isabelle Drummond, Titina Medeiros e Roberto Carlos) | —                                                            | Criança Esperança 2012         |
| 2016 | "A Vida é Tão Rala" | —                                                            | Mister Brau                    |
| 2016 | "Meu Querubim" (com Lázaro Ramos)                                                                                            | —                                                            | Mister Brau                    |
| 2016 | "Outra Pessoa" (com Lázaro Ramos e Kiko Mascarenhas)                                                                         | —                                                            | Mister Brau                    |

## Prêmios e indicações
| Ano  | Prêmio                                     | Categoria                                       | Nomeações                       | Resultado |
| ---- | ------------------------------------------ | ----------------------------------------------- | ------------------------------- | --------- |
| 1996 | Prêmio Melhores da Revista da TV - O Globo | Melhor Revelação Feminina                       | Xica da Silva                   | Venceu    |
| 1997 | Troféu Imprensa                            | Revelação do Ano                                | Xica da Silva                   | Venceu    |
| 1998 | Melhores do Ano                            | Revelação                                       | Anjo Mau                        | Venceu    |
| 1999 | Festival de Cinema Brasileiro de Miami     | Melhor Atriz                                    | Caminho dos Sonhos              | Venceu    |
| 2002 | Festival Latino Americano de Campo Grande  | Melhor Atriz                                    | Porto dos Milagres              | Venceu    |
| 2004 | Festival de Cinema Brasileiro de Miami     | Melhor Atriz                                    | Garrincha - Estrela Solitária   | Venceu    |
| 2004 | Festival de Gramado                        | Melhor Atriz Coadjuvante                        | As Filhas do Vento              | Venceu    |
| 2004 | Prêmio Contigo! de TV                      | Melhor Atriz                                    | Da Cor do Pecado                | Indicada  |
| 2004 | Prêmio Contigo! de TV                      | Melhor Par Romântico (com Reynaldo Gianecchini) | Da Cor do Pecado                | Venceu    |
| 2004 | Troféu Raça Negra                          | Melhor Atriz                                    | Da Cor do Pecado                | Venceu    |
| 2004 | Prêmio Qualidade Brasil - RJ               | Melhor Atriz Televisão                          | Da Cor do Pecado                | Indicada  |
| 2006 | Prêmio Qualidade Brasil                    | Melhor Atriz                                    | O Maior Amor do Mundo           | Indicada  |
| 2006 | Melhores do Ano                            | Melhor Atriz                                    | Cobras & Lagartos               | Venceu    |
| 2006 | Troféu Raça Negra                          | Prêmio Especial                                 | Cobras & Lagartos               | Venceu    |
| 2007 | Troféu Imprensa                            | Melhor Atriz                                    | Cobras & Lagartos               | Indicada  |
| 2007 | Meus Prêmios Nick                          | Atriz Favorita                                  | Cobras & Lagartos               | Venceu    |
| 2007 | Prêmio Contigo! de TV                      | Melhor Atriz                                    | Cobras & Lagartos               | Indicada  |
| 2007 | Prêmio Contigo! de TV                      | Melhor Par Romântico                            | Cobras & Lagartos               | Indicada  |
| 2007 | Prêmio Qualidade Brasil de Teatro          | Melhor Atriz: Comédia                           | O Método Gronholm               | Indicada  |
| 2009 | Capricho Awards                            | Mais Estilosa Nacional                          | Tais Araújo                     | Indicada  |
| 2009 | Troféu Raça Negra                          | Prêmio Especial                                 | Viver a Vida                    | Venceu    |
| 2012 | Prêmio Quem de Televisão                   | Melhor Atriz                                    | Cheias de Charme                | Indicada  |
| 2012 | Prêmio Extra de Televisão                  | Melhor Atriz                                    | Cheias de Charme                | Indicada  |
| 2014 | Prêmio Quem de Televisão                   | Melhor Atriz                                    | Geração Brasil                  | Indicada  |
| 2015 | Prêmio Quem de Televisão                   | Melhor Atriz                                    | Mister Brau                     | Indicada  |
| 2015 | Melhores do Ano                            | Melhor Atriz de Série ou Minissérie             | Mister Brau                     | Indicada  |
| 2015 | Melhores do Ano Minha Novela               | Melhor Casal (com Lázaro Ramos)                 | Mister Brau                     | Indicada  |
| 2015 | Prêmio F5                                  | Atriz do Ano                                    | Mister Brau                     | Indicada  |
| 2016 | Melhores do Ano                            | Melhor Atriz de Série ou Minissérie             | Mister Brau                     | Indicada  |
| 2016 | Troféu AIB de Imprensa                     | Melhor Atriz                                    | Mister Brau                     | Indicada  |
| 2016 | Prêmio Shell                               | Melhor Atriz                                    | O Topo da Montanha              | Indicada  |
| 2016 | Prêmio Cenym de Teatro                     | Melhor Atriz                                    | O Topo da Montanha              | Indicada  |
| 2016 | Prêmio Qualidade Brasil de Teatro          | Melhor Atriz: Drama                             | O Topo da Montanha              | Indicada  |
| 2016 | Prêmio Trip Transforma                     | Destaques do Ano                                | Taís Araújo                     | Venceu    |
| 2016 | Geração Glamour                            | Mulher Bacana do Ano                            | Taís Araújo                     | Venceu    |
| 2016 | Prêmio Men of the Year Brasil              | Mulher do Ano                                   | Taís Araújo                     | Venceu    |
| 2017 | Prêmio Claudia                             | Ativismo Social                                 | Taís Araújo                     | Venceu    |
| 2017 | Troféu Internet                            | Melhor Atriz                                    | Mister Brau                     | Indicada  |
| 2017 | Prêmio Contigo!                            | Melhor Atriz de Série                           | Mister Brau                     | Indicada  |
| 2018 | Melhores do Ano                            | Melhor Atriz de Série ou Minissérie             | Mister Brau                     | Indicada  |
| 2019 | Troféu Internet                            | Melhor Apresentadora                            | Popstar                         | Indicada  |
| 2019 | Séries em Cena Awards                      | Melhor Atriz Nacional                           | Aruanas                         | Indicada  |
| 2020 | MTV Millennial Awards Brasil               | Imagina Juntos                                  | Taís e Thelma Assis             | Venceu    |
| 2020 | Pena de Prata                              | Melhor Elenco em Minissérie ou Especial         | Falas Negras                    | Indicada  |
| 2020 | Pena de Prata                              | Melhor Atriz em Minissérie ou Especial          | Falas Negras                    | Indicada  |
| 2020 | Prêmio The Brazilian Critic                | Melhor Atriz em Série de Comédia                | Amor e Sorte                    | Indicada  |
| 2020 | Splash Awards                              | Melhor Atriz                                    | Amor e Sorte                    | Indicada  |
| 2020 | Prêmio Contigo! de TV                      | Melhor Atriz de Série                           | Amor e Sorte                    | Indicada  |
| 2020 | Prêmio Contigo! de TV                      | Melhor Atriz de Novela                          | Amor de Mãe                     | Indicada  |
| 2020 | Prêmio Mundo Negro                         | Artista de TV                                   | Amor de Mãe                     | Venceu    |
| 2020 | Prêmio Área VIP                            | Melhor Atriz                                    | Amor de Mãe                     | Venceu    |
| 2020 | Troféu Internet                            | Melhor Atriz de Novela                          | Amor de Mãe                     | Indicada  |
| 2020 | Melhores do Ano Minha Novela               | Melhor Atriz                                    | Amor de Mãe                     | Indicada  |
| 2020 | Melhores do Ano Minha Novela               | Melhor Casal (com Murilo Benício)               | Amor de Mãe                     | Indicada  |
| 2021 | Melhores do Ano - RD1                      | Melhor Atriz                                    | Amor de Mãe                     | Indicada  |
| 2021 | Prêmio Mundo Negro                         | Melhor Atriz                                    | Amor de Mãe                     | Venceu    |
| 2021 | Troféu Internet                            | Melhor Atriz de Novela                          | Amor de Mãe                     | Indicada  |
| 2022 | Festival Sesc Melhores Filmes              | Melhor Atriz Nacional                           | Pixinguinha, Um Homem Carinhoso | Indicada  |
| 2022 | SEC Awards                                 | Melhor Atriz em Série Nacional                  | Aruanas                         | Indicada  |
| 2022 | CCXP Awards                                | Melhor Atriz Filme (Brasil)                     | Medida Provisória               | Indicada  |
| 2022 | Prêmio Potências                           | Atriz do Ano                                    | Medida Provisória               | Indicada  |
| 2022 | Prêmio Potências                           | Troféu Potência                                 | Taís + Duda Pimenta             | Indicada  |
| 2022 | BreakTudo Awards                           | Melhor Atriz Nacional                           | Cara e Coragem                  | Indicada  |
| 2022 | Prêmio Área VIP                            | Melhor Atriz                                    | Cara e Coragem                  | Indicada  |
| 2023 | Troféu Internet                            | Melhor Atriz de Novela                          | Cara e Coragem                  | Pendente  |
| 2023 | Prêmio iBest                               | Influenciador Protagonista (voto academia)      | Cara e Coragem                  | Top 3     |
| 2023 | Festival Sesc Melhores Filmes              | Melhor Atriz Nacional (público)                 | Medida Provisória               | Venceu    |
| 2024 | Prêmio iBest                               | Influenciador Rio de Janeiro                    | Taís Araújo                     | Indicada  |
| 2024 | Prêmio iBest                               | Protagonista Influenciador                      | Taís Araújo                     | Top 3     |
| 2025 | Prêmio iBest                               | Protagonista Influenciador                      | Vale Tudo                       | Pendente  |